# Aloe mcloughlinii
Aloe mcloughlinii là một loài thực vật có hoa trong họ Măng tây. Loài này được Chistian mô tả khoa học đầu tiên năm 1951.